# خارچیاباودا
خارچیاباودا (به لهستانی:  Charciabałda) یک روستا در لهستان است که در گمینا مشنگتس واقع شده‌است.